# فقاعة البنغال 1769
أدت فقاعة البنغال، التي نتجت عن الزيادة المفرطة في تقدير قيمة أسهم شركة الهند الشرقية بين عامي 1757 و1769 ، إلى انهيار شرق الهند العظيم، وهي أزمة مالية كبرى حدثت في عام 1769. حدثت الفقاعة والانهيار في أعقاب غزو شركة الهند الشرقية للبنغال عام 1757 بواسطة روبرت كلايف. بعد المعركة، اكتسب كلايف والشركة سلطات متزايدة في البنغال، من خلال تثبيت النظام الدمية لمير جعفر، بما في ذلك السيطرة على حقوق تحصيل الضرائب للمقاطعة من إمبراطورية المغول الضعيفة والمتراجعة. بحلول عام 1769، تم تداول سهم شركة الهند الشرقية عند 284 جنيهًا إسترلينيًا. بحلول عام 1784، انخفض السهم إلى 122 جنيهًا إسترلينيًا، أي بانخفاض قدره 55 ٪، وأدت سلسلة من إجراءات الإنقاذ والسيطرة المتزايدة من قبل التاج إلى زوال الشركة.
العديد من الأحداث التاريخية، بما في ذلك الهجوم على ممتلكات الشركة من قبل حيدر علي في عام 1769، ومجاعة البنغال عام 1770، والكشف المتزايد عن تصرفات الشركة، كانت الأسباب المباشرة للانهيار، ولكن السبب الرئيسي كان الحكم الوحشي للمقاطعة من قبل الشركة الذي أدى إلى انهيار صناعة النسيج في البنغال في القرن الثامن عشر.
في أعقاب الانهيار والاحتجاج الناتج عن ذلك في إنجلترا، جرت محاولات لإصلاح الشركة، ولكن نظرًا للوضع المعقد في إنجلترا في ذلك الوقت، لم يحدث ذلك إلا في عام 1784، مع تمرير قانون بيت الهند، هذا الإصلاح تم على محمل الجد.